# Decatur, Tennessee
Decatur este un oraș în partea vest a SUA, în statul Tennessee. Este reședința comitatului Meigs. La recensământul din 2000, populația totală a orașului era de la 1.395 de locuitori.